# Onida, South Dakota
Onida är administrativ huvudort i Sully County i South Dakota. Enligt 2010 års folkräkning hade Onida 658 invånare.